# هونوريو ماتشادو
هونوريو ماتشادو (بالإسبانية: Honorio Machado) هو دراج فنزويلي، ولد في 26 يوليو 1982 في كيوبور ‏ في فنزويلا.

## وصلات خارجية
- هونوريو ماتشادو على موقع الاتحاد الدولي للدراجات (الإنجليزية)
- هونوريو ماتشادو على موقع أرشيف الدراجات (الإنجليزية)
- هونوريو ماتشادو على موقع إحصائيات الدراجات الإحترافية (الإنجليزية)
- هونوريو ماتشادو على موقع نسبة الدراجات (الإنجليزية)